# 紅花嶺 (選區)
紅花嶺（英語：Robin's Nest，代號N2）是香港北區區議會下轄的選區，2023年設立，定為雙議席選區。

## 範圍
現時選區包括上水絕大部份範圍（不包括掃管埔村）、粉嶺小部份範圍（即聯和墟北部的綠悠軒、逸峯及馬適路以北的烏鴉落陽、馬屎埔村）、打鼓嶺全部範圍及沙頭角全部範圍，與其接壤的選區有蝴蝶山、元朗區議會的元朗鄉郊東選區、大埔區議會的大埔南、大埔北選區。
投票站設有十九個，分別位於東華三院馬錦燦紀念小學、保榮路體育館、金錢村何東學校、蕉徑村公所、古洞公立愛華學校、坑頭村村公所、彩園會堂、龍琛路體育館、香海正覺蓮社陳式宏學校、石湖墟公立學校、鳳溪廖萬石堂中學、打鼓嶺嶺英公立學校、石涌凹沙頭角國際學校、吉澳村公所、沙頭角中心小學、烏蛟騰李氏宗祠、打鼓嶺社區會堂、上水惠州公立學校、聯和墟社區會堂。

## 沿革
2023年香港選舉改革將區議會所有單議席選區取消，北區定為兩個雙議席選區，共選出四席民選議員。紅花嶺選區由原有單議席的清河、御太、上水鄉郊、彩園、石湖墟、天平西、鳳翠、沙打、天平東選區合併而成。
2023年區議會選舉，估算人口有159,163人，選民有91,378人，吸引到四人參選。

## 歷屆議員
| 選區名稱 | 屆別           | 議員   | 政治聯繫 | 政治聯繫 | 議員   | 政治聯繫 | 政治聯繫 |
| -------- | -------------- | ------ | -------- | -------- | ------ | -------- | -------- |
| 紅花嶺   | 2024年－2027年 | 高維基 |          | 民建聯   | 曾勁聰 |          | 工聯會   |

## 歷屆選舉結果
| 政党   | 政党   | 候选人    | 票数   | %      | ± |
| ------ | ------ | --------- | ------ | ------ | - |
|        | 民建聯 | ①. 高維基 | 10,212 | 39.15% |   |
|        | 新民黨 | ②. 孔永業 | 5,492  | 21.06% |   |
|        | 工聯會 | ③. 曾勁聰 | 8,646  | 33.15% |   |
|        | 獨立   | ④. 李雅芝 | 1,733  | 6.64%  |   |
| 多数票 | 多数票 | 多数票    | 1,566  |        |   |

## 資料來源
1. ↑   (PDF).   [2023年8月23日]. （原始内容 (PDF)存档于2023年7月11日） （繁体中文）.
2. ↑   (PDF).   [2023年11月17日].
3. ↑   (PDF). 選舉管理委員會. 2023-07-11  [2023-08-23].[]
4. ↑   (PDF).   [2023-11-19]. （原始内容存档 (PDF)于2023-11-16）.
5. ↑   (PDF).   [2023-08-23]. （原始内容存档 (PDF)于2023-07-11）.
6. ↑   (PDF).   [2023-11-17]. （原始内容存档 (PDF)于2023-12-03）.